# Damernas K-2 500 meter i kanotsport vid olympiska sommarspelen 2024
Damernas K-2 500 meter i sprint i kanotsport vid olympiska sommarspelen 2024 hölls den 6 och 9 augusti 2024 på Stade nautique de Vaires-sur-Marne i Vaires-sur-Marne i Frankrike.
I namnet K-2 500 meter står K för engelska kayak, på svenska kajak, 2 är anatalet kanotister i båten (tvåmanakajak) och 500 meter är distansen de tävlar i. Det var 17:e gången grenen damernas K-2 500 meter (eng: Kayak Double 500m) i kanotsprint fanns med vid OS och den har funnits med i varje upplaga sedan 1960. Tävlingen innehöll 20 båtar och formatet var så att den hade fyra omgångar: kvalheat, kvartsfinal, semifinal och final. Första omgången innehöll fyra kvalheats med fem båtar i varje lopp. De två bästa paren i varje lopp avancerade direkt till semifinal, medan resten gick vidare till kvartsfinal.
Kvartsfinalen innehöll två lopp med sex båtar i varje och de fyra bästa paren i varje lopp gick vidare till semifinal och resten eliminerades. Semifinalen innehöll två lopp med åtta båtar i varje. De fyra bästa paren i varje lopp gick vidare till A-finalen medan de på platserna 4-8 gick till B-finalen. I A-finalen avgjordes placeringarna 1-8 och i B-finalen 9-16.
Guldet togs av nya zeeländskorna Lisa Carrington och Alicia Hoskin, silvret av ungerskorna Tamara Csipes och Alida Dóra Gazsó och bronset delades av tyskorna Paulina Paszek och Jule Hake och ungerskorna Noémi Pupp och Sára Fojt.

## Program
Alla tider är centraleuropeisk sommartid (UTC+2):
| Datum          | Tid         | Omgång              |
| -------------- | ----------- | ------------------- |
| 6 augusti 2024 | 12:10 14:10 | Heats Kvartsfinaler |
| 9 augusti 2024 | 10:50 13:00 | Semifinaler Finaler |

## Resultat

### Heats
De två bästa i varje lopp gick direkt till semifinal (SF) och resten gick till kvartsfinal (QF).
| Plac. | Bana | Kanotist                                   | Nation    | Tid     | Anm. |
| ----- | ---- | ------------------------------------------ | --------- | ------- | ---- |
| 1     | 7    | Pauline Jagsch Lena Röhlings               | Tyskland  | 1:41,45 | SF   |
| 2     | 4    | Yu Shimeng Chen Yule                       | Kina      | 1:42,70 | SF   |
| 3     | 5    | Emma Jørgensen Frederikke Hauge Matthiesen | Danmark   | 1:45,02 | QF   |
| 4     | 6    | Manon Hostens Vanina Paoletti              | Frankrike | 1:45,34 | QF   |
| 5     | 3    | Maria Virik Anna Margrete Sletsjoe         | Norge     | 1:47,17 | QF   |

| Plac. | Bana | Kanotist                        | Nation      | Tid     | Anm. |
| ----- | ---- | ------------------------------- | ----------- | ------- | ---- |
| 1     | 5    | Lisa Carrington Alicia Hoskin   | Nya Zeeland | 1:41,05 | SF   |
| 2     | 4    | Hermien Peters Lize Broekx      | Belgien     | 1:41,80 | SF   |
| 3     | 7    | Tamara Csipes Alida Dóra Gazsó  | Ungern      | 1:42,68 | QF   |
| 4     | 6    | Ella Beere Alyssa Bull          | Australien  | 1:46,21 | QF   |
| 5     | 3    | Tiffany Amber Koch Esti Olivier | Sydafrika   | 1:52,14 | QF   |

| Plac. | Bana | Kanotist                        | Nation      | Tid     | Anm. |
| ----- | ---- | ------------------------------- | ----------- | ------- | ---- |
| 1     | 5    | Martyna Klatt Helena Wiśniewska | Polen       | 1:40,95 | SF   |
| 2     | 4    | Linnea Stensils Moa Wikberg     | Sverige     | 1:40,97 | SF   |
| 3     | 3    | Courtney Stott Natalie Davison  | Kanada      | 1:44,35 | QF   |
| 4     | 7    | Aimee Fisher Lucy Matehaere     | Nya Zeeland | 1:46,52 | QF   |
| 5     | 6    | Carolina García Sara Ouzande    | Spanien     | 1:49,01 | QF   |

| Plac. | Bana | Kanotist                      | Nation        | Tid     | Anm. |
| ----- | ---- | ----------------------------- | ------------- | ------- | ---- |
| 1     | 5    | Paulina Paszek Jule Hake      | Tyskland      | 1:39,03 | SF   |
| 2     | 7    | Karolina Naja Anna Puławska   | Polen         | 1:39,18 | SF   |
| 3     | 4    | Noémi Pupp Sára Fojt          | Ungern        | 1:39,44 | QF   |
| 4     | 6    | Selma Konijn Ruth Vorsselman  | Nederländerna | 1:43,91 | QF   |
| 5     | 3    | Karina Alanís Beatriz Briones | Mexiko        | 1:44,87 | QF   |

### Kvartsfinaler
De fyra bästa avancerade till semifinal (SF) medan resten eliminerades.
| Plac. | Bana | Kanotist                                            | Nation        | Tid     | Anm. |
| ----- | ---- | --------------------------------------------------- | ------------- | ------- | ---- |
| 1     | 3    | Selma Konijn Ruth Vorsselman                        | Nederländerna | 1:40,93 | SF   |
| 2     | 6    | Ella Beere Alyssa Bull                              | Australien    | 1:41,89 | SF   |
| 3     | 2    | Carolina García Sara Ouzande                        | Spanien       | 1:42,03 | SF   |
| 4     | 4    | Courtney Stott Natalie Davison                      | Kanada        | 1:42,58 | SF   |
| 5     | 5    | Emma Aastrand Jørgensen Frederikke Hauge Matthiesen | Danmark       | 1:42,61 | X    |
| 6     | 7    | Maria Virik Anna Margrete Sletsjoe                  | Norge         | 1:43,28 | X    |

| Plac. | Bana | Kanotist                        | Nation      | Tid     | Anm. |
| ----- | ---- | ------------------------------- | ----------- | ------- | ---- |
| 1     | 5    | Tamara Csipes Alida Dóra Gazsó  | Ungern      | 1:40,57 | SF   |
| 2     | 6    | Manon Hostens Vanina Paoletti   | Frankrike   | 1:41,43 | SF   |
| 3     | 2    | Karina Alanís Beatriz Briones   | Mexiko      | 1:41,45 | SF   |
| 4     | 4    | Noémi Pupp Sára Fojt            | Ungern      | 1:41,90 | SF   |
| 5     | 3    | Aimee Fisher Lucy Matehaere     | Nya Zeeland | 1:44,45 | X    |
| 6     | 7    | Tiffany Amber Koch Esti Olivier | Sydafrika   | 1:46,40 | X    |

### Semifinaler
De fyra bästa i varje lopp avancerade till A-finalen (FA) och resten till B-finalen (FB).
| Plac. | Bana | Kanotist                        | Nation     | Tid     | Anm. |
| ----- | ---- | ------------------------------- | ---------- | ------- | ---- |
| 1     | 4    | Pauline Jagsch Lena Röhlings    | Tyskland   | 1:39,51 | FA   |
| 2     | 3    | Hermien Peters Lize Broekx      | Belgien    | 1:39,74 | FA   |
| 3     | 2    | Tamara Csipes Alida Dóra Gazsó  | Ungern     | 1:39,76 | FA   |
| 4     | 7    | Ella Beere Alyssa Bull          | Australien | 1:40,26 | FA   |
| 5     | 1    | Karina Alanís Beatriz Briones   | Mexiko     | 1:4,.39 | FB   |
| 6     | 5    | Martyna Klatt Helena Wiśniewska | Polen      | 1:40,73 | FB   |
| 7     | 6    | Karolina Naja Anna Puławska     | Polen      | 1:42,14 | FB   |
| 8     | 8    | Courtney Stott Natalie Davison  | Kanada     | 1:42,57 | FB   |

| Plac. | Bana | Kanotist                      | Nation        | Tid     | Anm. |
| ----- | ---- | ----------------------------- | ------------- | ------- | ---- |
| 1     | 4    | Lisa Carrington Alicia Hoskin | Nya Zeeland   | 1:38,52 | FA   |
| 2     | 5    | Paulina Paszek Jule Hake      | Tyskland      | 1:38,84 | FA   |
| 3     | 2    | Selma Konijn Ruth Vorsselman  | Nederländerna | 1:39,49 | FA   |
| 4     | 8    | Noémi Pupp Sára Fojt          | Ungern        | 1:39,89 | FA   |
| 5     | 6    | Linnea Stensils Moa Wikberg   | Sverige       | 1:40,06 | FB   |
| 6     | 1    | Carolina García Sara Ouzande  | Spanien       | 1:40,23 | FB   |
| 7     | 7    | Manon Hostens Vanina Paoletti | Frankrike     | 1:40,62 | FB   |
| 8     | 3    | Yu Shimeng Chen Yule          | Kina          | 1:44,45 | FB   |

### Finaler
I A-finalen avgjordes placeringarna 1-8 och i B-finalen 9-16.
| Plac. | Bana | Kanotist                       | Nation        | Tid     | Anm. |
| ----- | ---- | ------------------------------ | ------------- | ------- | ---- |
| 1     | 4    | Lisa Carrington Alicia Hoskin  | Nya Zeeland   | 1:37,28 |      |
| 2     | 7    | Tamara Csipes Alida Dóra Gazsó | Ungern        | 1:39,39 |      |
| 3     | 6    | Paulina Paszek Jule Hake       | Tyskland      | 1:39,46 |      |
| 3     | 8    | Noémi Pupp Sára Fojt           | Ungern        | 1:39,46 |      |
| 5     | 3    | Hermien Peters Lize Broekx     | Belgien       | 1:39,84 |      |
| 6     | 5    | Pauline Jagsch Lena Röhlings   | Tyskland      | 1:40,09 |      |
| 7     | 1    | Ella Beere Alyssa Bull         | Australien    | 1:40,94 |      |
| 8     | 2    | Selma Konijn Ruth Vorsselman   | Nederländerna | 1:41,26 |      |

| Plac. | Bana | Kanotist                        | Nation    | Tid     | Anm. |
| ----- | ---- | ------------------------------- | --------- | ------- | ---- |
| 9     | 4    | Linnea Stensils Moa Wikberg     | Sverige   | 1:42,05 |      |
| 10    | 5    | Karina Alanís Beatriz Briones   | Mexiko    | 1:43,70 |      |
| 11    | 3    | Martyna Klatt Helena Wiśniewska | Polen     | 1:43,82 |      |
| 12    | 7    | Karolina Naja Anna Puławska     | Polen     | 1:44,50 |      |
| 13    | 2    | Manon Hostens Vanina Paoletti   | Frankrike | 1:45,18 |      |
| 14    | 8    | Yu Shimeng Chen Yule            | Kina      | 1:46,26 |      |
| 15    | 1    | Courtney Stott Natalie Davison  | Kanada    | 1:46,96 |      |
|       | 6    | Carolina García Sara Ouzande    | Spanien   | –       | DNF  |

1. ↑  DNF: avslutade inte loppet.